# Елозеро (озеро, Карелия)
Елозеро (Ел-озеро, Большое Елозеро) — озеро на территории Паданского сельского поселения Медвежьегорского района Республики Карелии.

## Общие сведения
Площадь озера — 1,7 км², площадь водосборного бассейна — 859 км². Располагается на высоте 177,2 метров над уровнем моря.
Форма озера продолговатая: вытянуто с северо-запада на юго-восток. Берега сильно изрезанные, каменисто-песчаные, местами заболоченные.
Через озеро протекает река Волома, впадающая в Сегозеро.
В озере не менее двух десятков безымянных островов различной площади, однако их количество может варьироваться в зависимости от уровня воды.
К северо-востоку и юго-востоку от озера проходят просёлочные дороги.
Код объекта в государственном водном реестре — 02020001111102000007659.